# Parasewellia polylobata
Parasewellia polylobata és una espècie de peix de la família dels balitòrids i de l'ordre dels cipriniformes.